# Yin Jiaxing
Yin Jiaxing (* 16. März 1994) ist ein chinesischer Geher.

## Sportliche Laufbahn
Yin Jiaxing tritt seit 2010 in Wettkämpfen als Geher an. 2011 nahm er über 10 km Bahnengehen an den U18-Weltmeisterschaften in Lille teil, bei denen er den siebten Platz belegte. Im September siegte er bei den chinesischen U18-Meisterschaften. 2012 trat er bei den U20-Weltmeisterschaften in Barcelona an, wurde dort im Rennen allerdings disqualifiziert. In den nächsten Jahren konnte er zunächst nicht an internationalen Meisterschaften teilnehmen. 2015 nahm er im Juli an der Universiade in Gwangju teil, bei der er den 15. Platz belegte. 2017 steigerte sich Yin auf eine Zeit von 1:20:56 h über die 20-km-Distanz. Zwei Jahre später steigerte er sich nochmal bis auf 1:20:41 h und qualifizierte sich damit für die Universiade in Neapel und die Weltmeisterschaften in Doha. Während er bei der Universiade noch disqualifiziert wurde, gelang es im Doha als Neunter das Ziel zu erreichen.

## Wichtige Wettbewerbe
| Jahr                            | Veranstaltung                   | Ort                             | Platz                           | Disziplin                       | Weite                           |
| Startet für Volksrepublik China | Startet für Volksrepublik China | Startet für Volksrepublik China | Startet für Volksrepublik China | Startet für Volksrepublik China | Startet für Volksrepublik China |
| ------------------------------- | ------------------------------- | ------------------------------- | ------------------------------- | ------------------------------- | ------------------------------- |
| 2011                            | U18-Weltmeisterschaften         | Lille                           | 7.                              | 10 km Gehen                     | 42:04,37 min                    |
| 2012                            | U20-Weltmeisterschaften         | Barcelona                       |                                 | 20 km Gehen                     | DQ                              |
| 2015                            | Universiade                     | Gwangju                         | 15.                             | 20 km Gehen                     | 1:28:29 h                       |
| 2019                            | Universiade                     | Neapel                          |                                 | 20 km Gehen                     | DQ                              |
| 2019                            | Weltmeisterschaften             | Doha                            | 9.                              | 20 km Gehen                     | 1:29:53 h                       |

## Persönliche Bestleistungen
Freiluft
- 10-km-Bahnengehen: 42:01,14 min, 19. Juli 2018, Daqing
- 10-km-Gehen: 41:52 min, 16. September 2011, Baoji
- 20-km-Gehen: 1:20:41 h, 11. Mai 2019, Taicang
- 50-km-Gehen: 4:07:26 h, 22. März 2014, Dudince